# 莫绍克农村居民点
莫绍克农村居民点（俄语：Мошокское сельское поселение）是俄罗斯联邦弗拉基米尔州苏多格达区所属的一个农村居民点。其下辖有23个居民点，行政中心为莫绍克。据2016年统计，该农村居民点的人口为4299人。